# Ємнісний елемент
Ємнісний елемент — це елемент електричного кола, який дає змогу врахувати протікання струмів зміщення і явище накопичення енергії в електричному полі реальних елементів електричного кола. Ємнісний елемент з ємністю С враховує енергію електричного поля. Його характеризує залежність заряду q від напруги U (кулон-вольтна характеристика) або ємність С=q/U.
В реальному ємнісному елементі існують деякі втрати енергії. Тому ємнісний елемент необхідно зображати на схемах заміщення у вигляді паралельного з'єднання ємності С з провідністю g. Оскільки втрати енергії здебільшого відносно невеликі, то звичайним є зображення елемента у вигляді ідеального ємнісного елемента.

## Графічне зображення
Графічне зображення ємнісного елементу таке ж, як і зображення конденсатора.